# San Francisco Zapotitlán
San Francisco Zapotitlán («San Francisco»: en honor a su santo patrono Francisco de Asís; Zapotitlán: del náhuatl, significa «lugar de zapotes») es un municipio del departamento de Suchitepéquez de la región sur-occidental de la República de Guatemala.
Después de la Independencia de Centroamérica en 1821, el Estado de Guatemala se organizó formalmente en 1825, y San Francisco fue incluido en el Circuito de Mazatenango en el distrito N.º11 (Suchitepéquez) para la administración de Justicia.  Posteriormente, en 1838 San Francisco fue parte de la región que formó Estado de Los Altos, que forzó a que el Estado de Guatemala se reorganizara en siete departamentos y dos distritos independientes el 12 de septiembre de 1839.  Este estado tuvo una existencia efímera, siendo reincorporado a Guatemala a sangre y fuego por las fuerzas del general conservador Rafael Carrera en 1840.

## Toponimia
Muchos de los nombres de los municipios y poblados de Guatemala constan de dos partes: el nombre del santo católico que se venera el día en que fueron fundados y una descripción con raíz náhuatl; esto se debe a que las tropas que invadieron la región en la década de 1520 al mando de Pedro de Alvarado estaban compuestas por soldados españoles y por indígenas tlaxcaltecas y cholultecas.  En el caso de este municipio, fue nombrado en honor a San Francisco de Asís, mientras que el topónimo «Zapotitlán» proviene de las raíces náhuatl «zapotl» (español: «zapote») y «tlán» (español: «abundancia») y que significa «lugar de los zapotes».

## Demografía
El municipio tiene una población aproximada de 23 306 habitantes según el censo de población del año 2018 con una densidad de 388 habitantes por kilómetro cuadrado. La densidad del municipio está justo a la medio de la estadística de densidades de cada municipio del departamento de Suchitepéquez.
El municipio tiene una población de mayoría ladina con un porcentaje de 94.0% y el resto es población indígena maya con un porcentaje de 6.0%, mayoritariamente quiché.

## Geografía física
El municipio de San Francisco Zapotitlán tiene una extensión territorial de 60 km².

### Clima
La cabecera municipal de San Francisco Zapotitlán tiene clime cálido, (Clasificación de Köppen: Am)
| Parámetros climáticos promedio de San Francisco Zapotitlán | Parámetros climáticos promedio de San Francisco Zapotitlán | Parámetros climáticos promedio de San Francisco Zapotitlán | Parámetros climáticos promedio de San Francisco Zapotitlán | Parámetros climáticos promedio de San Francisco Zapotitlán | Parámetros climáticos promedio de San Francisco Zapotitlán | Parámetros climáticos promedio de San Francisco Zapotitlán | Parámetros climáticos promedio de San Francisco Zapotitlán | Parámetros climáticos promedio de San Francisco Zapotitlán | Parámetros climáticos promedio de San Francisco Zapotitlán | Parámetros climáticos promedio de San Francisco Zapotitlán | Parámetros climáticos promedio de San Francisco Zapotitlán | Parámetros climáticos promedio de San Francisco Zapotitlán | Parámetros climáticos promedio de San Francisco Zapotitlán |
| Mes                                                        | Ene.                                                       | Feb.                                                       | Mar.                                                       | Abr.                                                       | May.                                                       | Jun.                                                       | Jul.                                                       | Ago.                                                       | Sep.                                                       | Oct.                                                       | Nov.                                                       | Dic.                                                       | Anual                                                      |
| ---------------------------------------------------------- | ---------------------------------------------------------- | ---------------------------------------------------------- | ---------------------------------------------------------- | ---------------------------------------------------------- | ---------------------------------------------------------- | ---------------------------------------------------------- | ---------------------------------------------------------- | ---------------------------------------------------------- | ---------------------------------------------------------- | ---------------------------------------------------------- | ---------------------------------------------------------- | ---------------------------------------------------------- | ---------------------------------------------------------- |
| Temp. máx. media (°C)                                      | 29.2                                                       | 29.9                                                       | 30.3                                                       | 30.3                                                       | 30.1                                                       | 29.0                                                       | 29.5                                                       | 29.7                                                       | 28.6                                                       | 28.1                                                       | 28.6                                                       | 29.0                                                       | 29.4                                                       |
| Temp. media (°C)                                           | 22.8                                                       | 23.5                                                       | 24.1                                                       | 24.5                                                       | 24.8                                                       | 24.2                                                       | 24.2                                                       | 24.4                                                       | 23.8                                                       | 23.3                                                       | 23.3                                                       | 23.0                                                       | 23.8                                                       |
| Temp. mín. media (°C)                                      | 16.5                                                       | 17.1                                                       | 17.9                                                       | 18.8                                                       | 19.5                                                       | 19.4                                                       | 19.0                                                       | 19.1                                                       | 19.0                                                       | 18.6                                                       | 18.1                                                       | 17.1                                                       | 18.3                                                       |
| Precipitación total (mm)                                   | 29                                                         | 26                                                         | 70                                                         | 174                                                        | 416                                                        | 605                                                        | 419                                                        | 468                                                        | 633                                                        | 563                                                        | 188                                                        | 57                                                         | 3648                                                       |
| Fuente: Climate-Data.org                                   |                                                            |                                                            |                                                            |                                                            |                                                            |                                                            |                                                            |                                                            |                                                            |                                                            |                                                            |                                                            |                                                            |

### Ubicación geográfica
El municipio se encuentra en el departamento de Suchitepéquez, a una distancia de 7 km de la cabecera departamental Mazatenango y está casi completamente rodeado por municipios de Suchitepéquez:
- Norte: Pueblo Nuevo y Zunilito, municipios del departamento de Suchitepéquez
- Sur: Cuyotenango y Mazatenango, municipios de Suchitepéquez
- Este: Samayac, Zunilito y Mazatenango, municipios de Suchitepéquez
- Oeste:
  - Cuyotenango y Pueblo Nuevo, municipios de Suchitepéquez
  - San Felipe, municipio del departamento de Retalhuleu[8]

|                                            | Norte: Pueblo Nuevo Zunilito |                                    |
| Oeste: Cuyotenango Pueblo Nuevo San Felipe |                              | Este: Samayac Zunilito Mazatenango |
|                                            | Sur: Cuyotenango Mazatenango |                                    |

## Gobierno municipal
Los municipios se encuentran regulados en diversas leyes de la República, que establecen su forma de organización, lo relativo a la conformación de sus órganos administrativos y los tributos destinados para los mismos.  Aunque se trata de entidades autónomas, se encuentran sujetos a la legislación nacional y las principales leyes que los rigen desde 1985 son:
| N.º | Ley                                                | Descripción |
| --- | -------------------------------------------------- | --- |
| 1   | Constitución Política de la República de Guatemala | Tiene una regulación legal específica para los municipios en los artículos 253 al 262. |
| 2   | Ley Electoral y de Partidos Políticos              | Ley de carácter constitucional aplicable a los municipios en el tema de la conformación de sus autoridades electas. |
| 3   | Código Municipal                                   | Decreto 12-2002 del Congreso de la República de Guatemala. Tiene la categoría de ley ordinaria y contiene preceptos generales aplicables a todos los municipios, e inclusive contiene legislación referente a la creación de los municipios.             |
| 4   | Ley de Servicio Municipal                          | Decreto 1-87 del Congreso de la República de Guatemala. Regula las relaciones entra la municipalidad y los servidores públicos en materia laboral. Tiene su base constitucional en el artículo 262 de la constitución que ordena la emisión de la misma. |
| 5   | Ley General de Descentralización                   | Decreto 14-2002 del Congreso de la República de Guatemala. Regula el deber constitucional del Estado, y por ende del municipio, de promover y aplicar la descentralización y desconcentración económica y administrativa.                                |

El gobierno de los municipios está a cargo de un Concejo Municipal mientras que el código municipal —ley ordinaria que contiene disposiciones que se aplican a todos los municipios— establece que «el concejo municipal es el órgano colegiado superior de deliberación y de decisión de los asuntos municipales […] y tiene su sede en la circunscripción de la cabecera municipal»; el artículo 33 del mencionado código establece que «[le] corresponde con exclusividad al concejo municipal el ejercicio del gobierno del municipio».
El concejo municipal se integra con el alcalde, los síndicos y concejales, electos directamente por sufragio universal y secreto para un período de cuatro años, pudiendo ser reelectos.
Existen también las Alcaldías Auxiliares, los Comités Comunitarios de Desarrollo (COCODE), el Comité Municipal del Desarrollo (COMUDE), las asociaciones culturales y las comisiones de trabajo. Los alcaldes auxiliares son elegidos por las comunidades de acuerdo a sus principios y tradiciones, y se reúnen con el alcalde municipal el primer domingo de cada mes, mientras que los Comités Comunitarios de Desarrollo y el Comité Municipal de Desarrollo organizan y facilitan la participación de las comunidades priorizando necesidades y problemas.
Es un excelente lugar para vivir con microclimas muy cambiantes y relajantes.
Los alcaldes que ha habido en el municipio son:
- 2008-2016: Danilo Madrazo  Mazariegos[11]
- 2016-2020: Danilo Madrazo
- 2020-2024: Chaly Chávez
- 2024-presente Gónzalo Mejía

## Historia

### Tras la Independencia de Centroamérica
Tras la Independencia de Centroamérica en 1821, la constitución del Estado de Guatemala promulgada el 11 de octubre de 1825 estableció los circuitos y distritos para la administración de justicia en el territorio del Estado y menciona que San Francisco Zapotitlán —referido en ese documento únicamente como «Sapotitlán»— era parte del Circuito de Mazatenango en el distrito N.º11 (Suchitepéquez), junto con el propio Mazatenango, Samayac, San Lorenzo, San Gabriel, Santo Domingo, Retalhuleu, San Antonio Suchitepéquez, San Bernardino y Santo Tomás.

### El efímero Estado de Los Altos

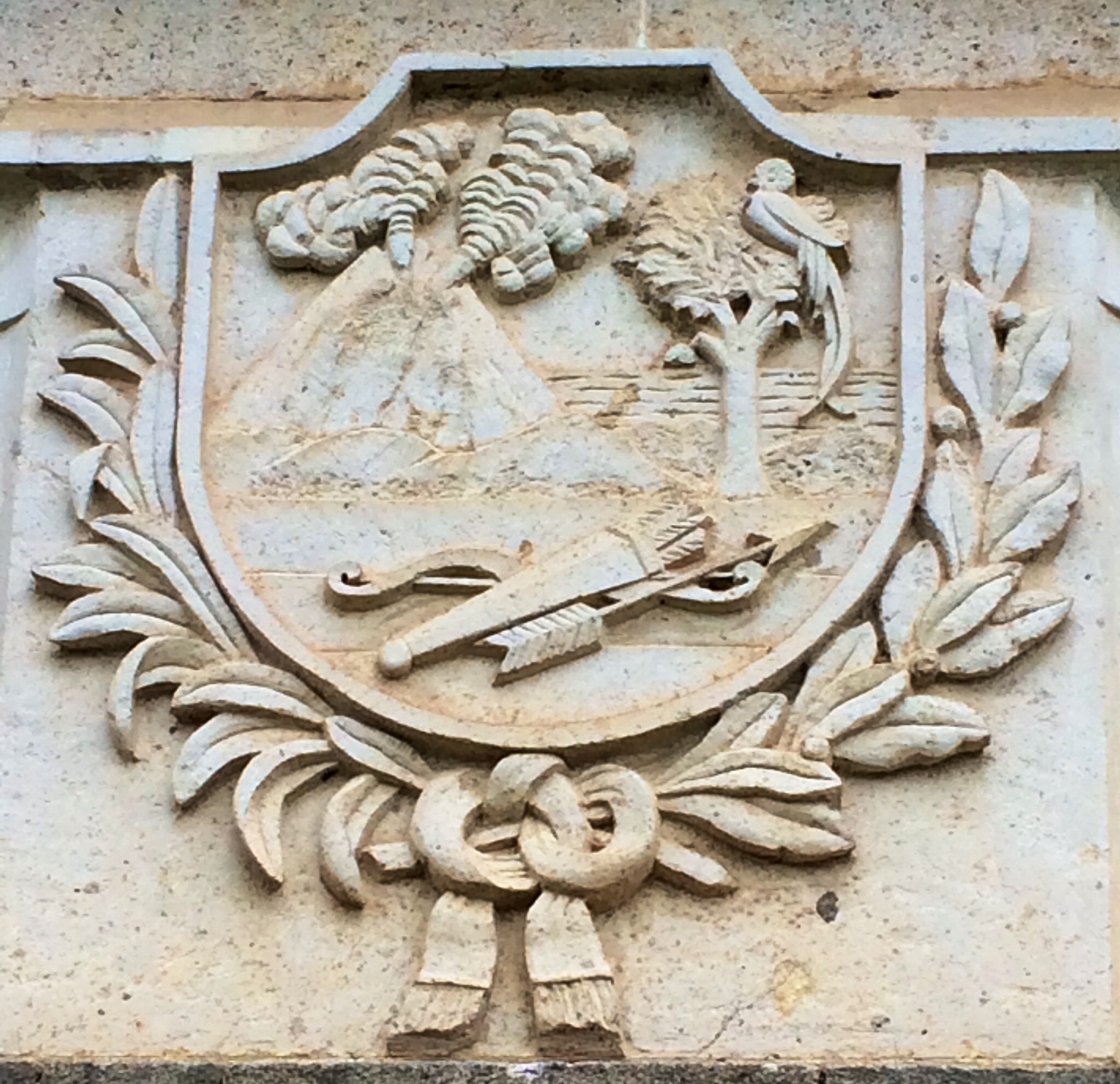
Escudo del Estado de los Altos

A partir del 3 de abril de 1838, Sapotitlán fue parte de la región que formó el efímero Estado de Los Altos y que forzó a que el Estado de Guatemala se reorganizara en siete departamentos y dos distritos independientes el 12 de septiembre de 1839: 
- Departamentos: Chimaltenango, Chiquimula, Escuintla, Guatemala, Mita, Sacatepéquez, y Verapaz
- Distritos: Izabal y Petén[12]

La región occidental de la actual Guatemala había mostrado intenciones de obtener mayor autonomía con respecto a las autoridades de la ciudad de Guatemala desde la época colonial, pues los criollos de la localidad consideraban que los criollos capitalinos que tenían el monopolio comercial con España no les daban un trato justo.  Pero este intento de secesión fue aplastado por el general Rafael Carrera, quien reintegró al Estado de Los Altos al Estado de Guatemala en 1840.

## Economía
Los pobladores tienen varias fuentes de economía y comercio, pero las principales son agricultura, ganadería y la industria.

### Agricultura
El municipio cultiva diferentes productos como frutas y verduras, al igual que los siguientes cultivos: maíz, frijol, caña de azúcar, hule, café y banano.

### Ganadería
Los pobladores acostumbran a criar todo tipo de animales, pero la ganadería sobrepasa toda clase animales. El consumo y las ventas son propias para el municipio. Se consiguen productos lácteos como: leche, queso y crema.

### Industria
Se crean toda clase de productos industriales, ya sean de madera, plástico, porcelana, bambú —artesano Miguel G. Matias De La Cruz—, estructuras metálicas etc.